# Клермон-сюр-Локе
Клермо́н-сюр-Локе́ (фр. Clermont-sur-Lauquet) — коммуна во Франции, находится в регионе Лангедок — Руссильон. Департамент коммуны — Од. Входит в состав кантона Сент-Илер. Округ коммуны — Лиму.
Код INSEE коммуны — 11094.

## Население
Население коммуны на 2008 год составляло 22 человека.
| 1962 | 1968 | 1975 | 1982 | 1990 | 1999 | 2008 |
| ---- | ---- | ---- | ---- | ---- | ---- | ---- |
| 24   | 26   | 27   | 29   | 22   | 26   | 22   |

## Экономика
В 2007 году среди 15 человек в трудоспособном возрасте (15—64 лет) 9 были экономически активными, 6 — неактивными (показатель активности — 60,0 %, в 1999 году было 52,6 %). Из 9 активных работали 8 человек (5 мужчин и 3 женщины), безработным был 1 мужчина. Среди 6 неактивных 3 человека были пенсионерами, 3 были неактивными по другим причинам.

## Достопримечательности
- Приходская романская церковь Сен-Лу XI века
- Донжон